# B. Braun Melsungen

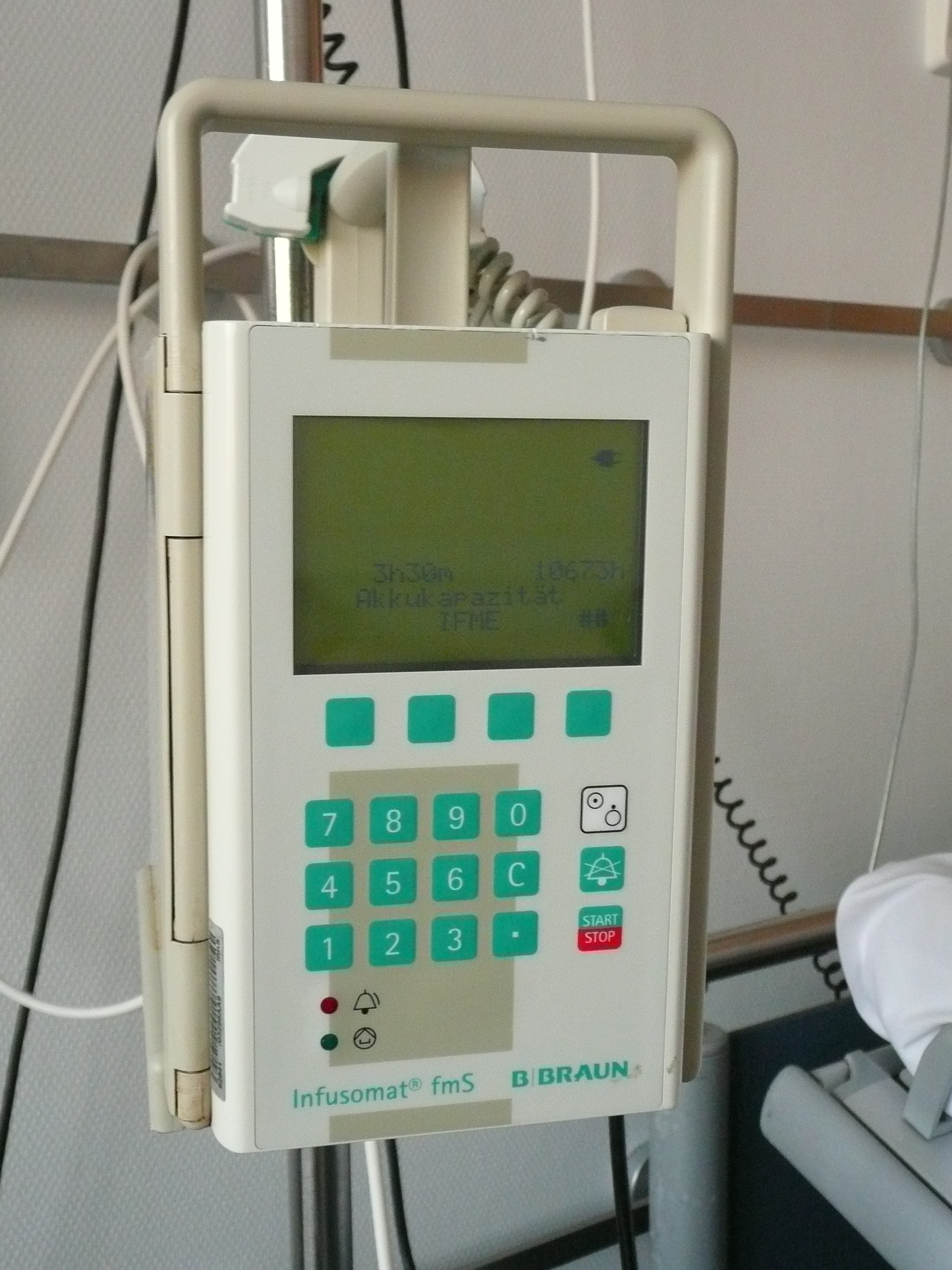
Pompa infuzyjna firmy B Braun

B. Braun Melsungen AG – niemieckie przedsiębiorstwo medyczne i farmaceutyczne z główną siedzibą w Melsungen koło Kassel.
Historia firmy sięga roku 1839, gdy jeden z przodków obecnego właściciela kupił w Melsungen aptekę. W drugiej połowie XIX w. na bazie apteki został utworzony zakład produkcyjny, a w 1925 powstała pierwsza zagraniczna filia firmy B. Braun w Mediolanie. W okresie międzywojennym firma zarządzana przez kolejne pokolenie rodziny Braun – braci Otto i Bernda poszerzyła swoją paletę produktów i zwiększyła zatrudnienie do 500 pracowników w roku 1939. Po wojnie B. Braun wprowadził na rynek m.in. pompy infuzyjne i pierwsze produkty jednorazowe do infuzji dożylnej. W 1992 r. powstała w okolicy Melsungen nowa główna siedziba przedsiębiorstwa zwana Pfieffewiesen, której architektem był James Stirling. Obecnie firma jest dostawcą sprzętu i materiałów medycznych stosowanych w takich obszarach medycyny jak chirurgia, neurochirurgia, ortopedia, nefrologia, urologia, kardiologia.
Od 1994 r. spółką-córką koncernu B. Braun jest Aesculap AG z Tuttlingen znany od końca XIX w. producent sprzętu i narzędzi medycznych, a obecnie także endoprotez i protez stawu kolanowego.
B. Braun Melsungen AG osiąga obroty w wys. 8,755 miliarda euro (2023), a w swoich zakładach i przedstawicielstwach w 50 krajach na całym świecie zatrudnia ponad 63 000 pracowników. Firma nadal pozostaje własnością rodziny Braun. W dniu 1 kwietnia 2011 r. Ludwiga Georga Brauna na stanowisku prezesa zarządu zastąpił dr Heinz-Walter Große. W 2019 prezesem zarządu została Anna Maria Braun – córka Ludwiga Georga Brauna.
Polski zakład firmy B. Braun ma swoją siedzibę w Nowym Tomyślu (dawniej Fabryka Narzędzi Chirurgicznych CHIFA) i specjalizuje się głównie w produkcji narzędzi medycznych. Od początku 2010 roku istnieje również zakład produkcyjny koncernu w Radzyniu Podlaskim.